# Itogon
Itogon è una municipalità di seconda classe delle Filippine, situata nella Provincia di Benguet, nella Regione Amministrativa Cordillera.
Itogon è formata da 9 baranggay:
- Ampucao
- Dalupirip
- Gumatdang
- Loacan
- Poblacion (Central)
- Tinongdan
- Tuding
- Ucab
- Virac